# 예밀 길렐스
예밀 그리고리예비치 길렐스(러시아어: Эми́ль Григо́рьевич Ги́лельс, 우크라이나어: Емі́ль Григо́рович Гі́лельс 에밀 흐리호로비치 힐렐스[*], 1916년 10월 19일 ~ 1985년 10월 14일)는 소련의 피아니스트이다.
오데사 태생으로 12세 때 데뷔하여 곧 오데사 음악원(Odessa Conservatory)에 입학하고, 1933년 모스크바에서 개최된 제1회 전 소련 음악 콩쿠르(All-Soviet Union Piano Competition)에서 우승하였다. 1936년 빈 국제 피아노 콩쿠르(Vienna International Piano Competition)에서 2위를 기록했고, 1938년 이자이 콩쿠르에서 우승하였다. 3중주곡으로 베토벤의 〈대공(大公)트리오〉, 차이콥스키의 〈위대한 예술가의 회상〉 연주에 뛰어나다는 평을 듣는다.
제2차 세계 대전 후 1955년에 미국을 방문하여 큰 환영을 받았다.
베토벤의 피아노 소나타 전집 녹음 사이클 도중, 이를 완성시키지 못하고 1985년 10월 모스크바에서 사망하였고, 노보데비치 묘지에 매장되었다.